# Antonio Malfante
Antonio Malfante (o Malfanti) (Genova, 1410 – Maiorca, 1450) è stato un mercante ed esploratore italiano, cittadino della Repubblica di Genova.

## Biografia
Figlio naturale di Tommaso, apparteneva alla nobile famiglia genovese dei Malfante (o Malfanti), originaria di Ameglia e Lerici, che costituiva anche Albergo ma che alla nascita di Antonio era entrata in una fase di decadenza.
In giovanissima età si trasferì all'estero, dove sotto la protezione di alcuni banchieri della famiglia Centurione, riuscì ad accumulare una discreta fortuna.
Nel 1443 chiese il permesso di tornare in patria, ottenendolo dopo aver sistemato alcune pendenze con il fisco grazie all'intermediazione di Percivalle Marchione. 
Tornato nel 1445, rimane a Genova poco tempo poiché, dopo aver aperto un conto al Banco di San Giorgio, ripartì nel settembre dell'anno seguente, imbarcandosi su una nave con destinazione Honaïne, importante porto del regno di Tlemcen.
Da Honaïne iniziò il suo viaggio nell'Africa sahariana e subsahariana, rimase in quelle zone almeno sino al 1447, tornando poi in Europa. Morì intorno al 1450 a Maiorca.
La città di Genova lo ricorda con una targa marmorea, posta nel centro storico cittadino a cura dell'associazione A Compagna nel 1936, oltre che con una via a lui intitolata nel quartiere di San Teodoro. Anche Roma ha dedicato una via ad Antonio Malfante nel quartiere Ardeatino.

## Il viaggio
Da Honaïne iniziò il suo viaggio nell'Africa sahariana e subsahariana. Le motivazioni di una impresa così rischiosa per un europeo cristiano sono da ricercare oltre che per propri commerci personali anche in un possibile incarico affidatogli dall'élite economica genovese di scoprire le risorse e le origini dell'oro africano.
Questo importante incarico gli venne affidato perché probabilmente egli era già conoscitore dell'area nordafricana, in cui aveva sicuramente già sviluppato amicizie e protezioni, e padrone della lingua.
Da Honaïne si unì ad una carovana diretta a sud. Toccata Sigilmassa, raggiunse poi il Touat.
Malfante si stabilì a Tamantit, sotto la protezione dello sceicco Sidi Yahia ben-Idir.
A Tamantit Malfante raccolse, grazie ai mercanti e allo stesso sceicco, numerose informazioni sull'area del Sahel e anche dell'Africa Nera, descrivendo usi e costumi dei vari popoli che abitavano quelle aree.
Nonostante Malfante scrivesse delle grandi possibilità affaristiche della zona, perse personalmente 2000 piastre.

### Conseguenze
Il resoconto del viaggio, scritto per Percivalle Marchione, fu redatto in terra d'Africa nel 1447, permettendo così di comprendere che almeno sino a quella data Malfante fosse ancora lontano dall'Europa. Questo documento ebbe una diffusione pressoché nulla, dato che solo a partire dal ritrovamento del documento da parte dello storico francese Charles de la Roncière all'inizio del XX secolo il nome di Malfante riapparì nella storia. Questo documento, che era una lettera scritta per Marchione, era firmato Giano o Giovanni Marione di Genova: il corretto nome dell'autore fu identificato solo negli anni trenta dallo storico Raffaele Di Tucci.
È altresì possibile che però questo documento fosse noto all'esploratore veneziano Alvise Da Mosto, tramite il suo cartografo genovese Antoniotto Usodimare, poiché nel resoconto del suo viaggio lungo nel coste africane fino alla foce del Senegal, riporta dettagliate notizie sugli usi dei Tuareg, tratte probabilmente dal documento del Malfante.